# Общество почвоведов имени В. В. Докучаева
Общество почвоведов имени В. В. Докучаева (Докуча́евское общество почвоведов) — объединение специалистов в области почвоведения и смежных дисциплин, работающих в академических и отраслевых институтах, высшей школе России, СНГ и стран зарубежья.
Общество получило своё название в честь основателя русской школы почвоведения Василия Васильевича Докучаева.
Полное официальное название с 2004 года — «Межрегиональная общественная организация Общество почвоведов имени В. В. Докучаева».

## История

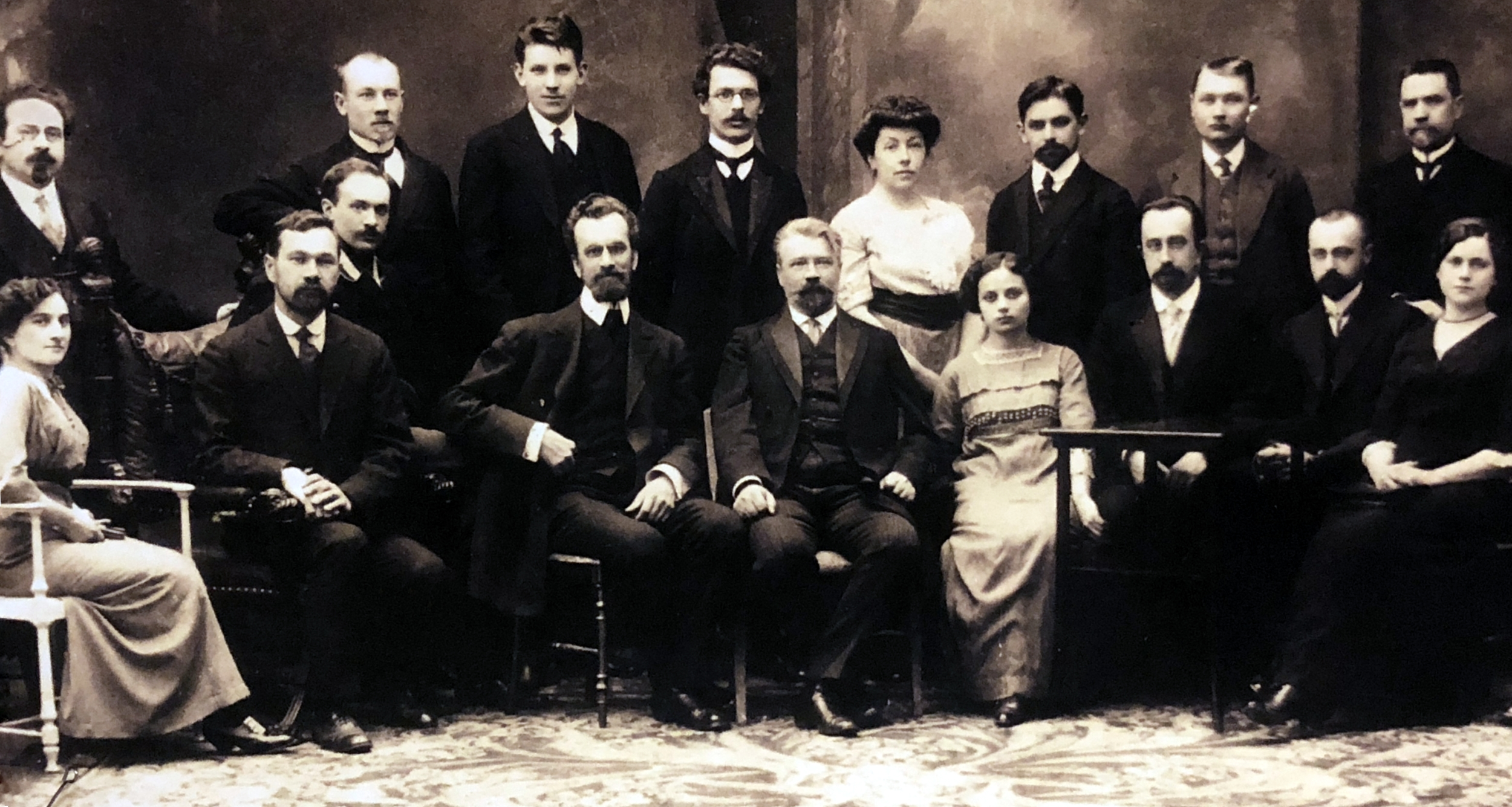
Докучаевский почвенный комитет, 1912

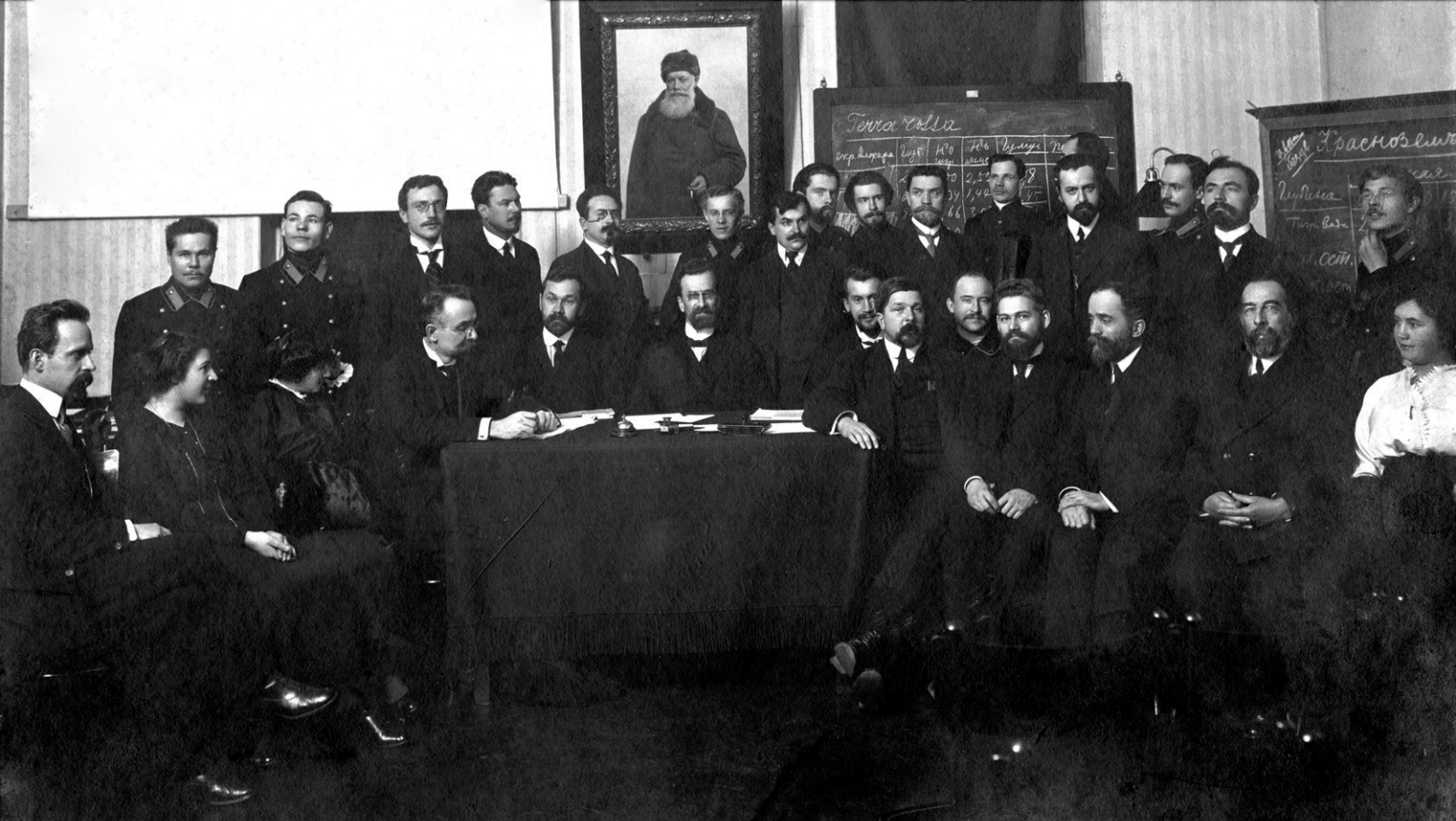
Докучаевский почвенный комитет, 1915

В 1912 году в России было создано общество почвоведов под названием «Докучаевский почвенный комитет», оно было наделено юридическими и финансовыми правами.
В 1924 году, после создания Международной ассоциации почвоведов (МАП), оно стало называться «Советская секция МАП».
16 сентября 1939 года было принято постановление Президиума Академии наук СССР об организационном оформлении Общества почвоведов при Академии наук СССР.
В 1958 году на первом съезде общества в Москве был принят Устав «Всесоюзного общества почвоведов при АН СССР».
В связи с реорганизацией АН СССР в РАН в декабре 1991 года в городе Пущино была проведена Учредительная конференция общества, оно было реорганизовано в «Российское общество почвоведов при РАН» (правопреемник Всесоюзного общества почвоведов), был принят временный Устав. Первый Учредительный съезд Российского общества почвоведов состоялся в Москве в июне 1992 года.
С 2006 года — Межрегиональная общественная организация «Общество почвоведов им. В. В. Докучаева».

### Официальные названия
Этапы истории общества почвоведов отражены в его полном официальном названии.
Организации предшественники:
- 1888 — Почвенная комиссия Вольного экономического общества. Организована В. В. Докучаевым — предшественник общества.
- 1912 — Докучаевский почвенный комитет — первое научное почвенное общество в Российской империи[2]
- 1924 — Советская секция Международной ассоциации почвоведов (МАП).

Общество почвоведов:
- 1938 — Всесоюзное общество почвоведов при АН СССР (ВОП)
- 1991 — Общество почвоведов при РАН
- 1996 — Докучаевское общество почвоведов при РАН
- 2004 — Общество почвоведов имени В. В. Докучаева.

### Руководство
Президенты общества, по годам избрания:
- 1945 — Прасолов, Леонид Иванович
- 1954 — Тюрин, Иван Владимирович
- 1962 — Герасимов, Иннокентий Петрович
- 1971 — Ковда, Виктор Абрамович
- 1989 — Добровольский, Глеб Всеволодович, почётный президент общества (2004—2013)
- 2004 — Шоба, Сергей Алексеевич.

Учёные секретари общества:
- 1964 — Погодина, Галина Семёновна, ученый секретарь в течение 37 лет[3].
- 2016 — Савицкая, Надежда Валерьевна

## Руководство
Современное Бюро президиума Общества:
- Президент — Член-корреспондент РАН, Доктор биологических наук, профессор Шоба, Сергей Алексеевич, Факультет почвоведения МГУ

Вице-президенты:
- доктор сельскохозяйственных наук, профессор Апарин, Борис Фёдорович, Центральный музей почвоведения имени В. В. Докучаева
- доктор географических наук Горячкин, Сергей Викторович, Институт географии РАН
- академик РАСХН, доктор биологических наук Иванов, Андрей Леонидович, Почвенный институт имени В. В. Докучаева
- академик РАН, доктор биологических наук Кирюшин, Валерий Иванович, Почвенный институт имени В. В. Докучаева
- доктор биологических наук Кудеяров, Валерий Николаевич, Институт физико-химических и биологических проблем почвоведения

Ответственный секретарь — Доктор сельскохозяйственных наук Любимова, Ирина Николаевна, Почвенный институт имени В. В. Докучаева
- Учёный секретарь — Савицкая, Надежда Валерьевна, Почвенный институт имени В. В. Докучаева[4].

## Съезды
Съезды и конференции общества:
- 1958 — 1 съезд Всесоюзного общества почвоведов, Москва
- 1962 — 2 съезд Всесоюзного общества почвоведов при АН СССР, Харьков
- 1966 — 3 съезд Всесоюзного общества почвоведов при АН СССР, Тарту
- 1971 — 4 съезд Всесоюзного общества почвоведов при АН СССР, Алма-Ата
- 1977 — 5 съезд Всесоюзного общества почвоведов при АН СССР, Минск
- 1981 — 6 съезд Всесоюзного общества почвоведов при АН СССР, Тбилиси
- 1985 — 7 съезд Всесоюзного общества почвоведов при АН СССР, Ташкент
- 1989 — 8 съезд Всесоюзного общества почвоведов при АН СССР, Новосибирск
- 1991 — Учредительная конференция для реорганизации общества почвоведов, Пущино
- 1992 — 1 съезд Российского общества почвоведов при РАН, Москва
- 1996 — 2 съезд Российского общества почвоведов при РАН, Санкт-Петербург
- 2000 — 3 съезд Российского общества почвоведов при РАН, Суздаль
- 2004 — 4 съезд Российского общества почвоведов при РАН, Новосибирск
- 2008 — 5 съезд Российского общества почвоведов при РАН, Ростов-на-Дону
- 2012 — 6 съезд Общества почвоведов им. В. В. Докучаева, Петрозаводск[5]
- 2016 — 7 съезд Общества почвоведов им. В. В. Докучаева, Белгород.
- 2022 — 8 съезд Общества почвоведов им. В. В. Докучаева, Сыктывкар.

## Комиссии общества
- Комиссия по истории почвоведения, мелиорации и географии почв — председатель И. В. Иванов.

## Почётные члены общества
Почетные члены Общества избираются на съездах, они имеют право участия в работе съездов с делегатскими полномочиями, им выдаются соответствующие дипломы.
- Абашеева, Надежда Ефимовна, Улан-Удэ
- Александрова, Ирина Владимировна, Москва
- Безуглова, Ольга Степановна
- Бек, Джаум, Барселона
- Бондарев, Афанасий Григорьевич, Москва
- Булгаков, Дмитрий Сергеевич, Москва
- Варфоломеев, Лев Александрович, Архангельск
- Воробьев, Григорий Тихонович, Брянск.
- Гамзиков, Геннадий Павлович, Новосибирск
- Глазовская, Мария Альфредовна, Москва
- Горбачев, Владимир Николаевич, Ульяновск
- Дергачева, Мария Ивановна, Новосибирск
- Емцев, Всеволод Тихонович, Москва
- Забоева, Ия Васильевна, Сыктывкар
- Зайдельман, Феликс Рувимович, Москва
- Звягинцев, Дмитрий Григорьевич, Москва
- Залибеков, Залибек Гаджиевич, Махачкала
- Иванов, Игорь Васильевич, Пущино
- Ильин, Виктор Борисович, Новосибирск
- Караваева, Нина Анатольевна, Москва
- Каштанов, Александр Николаевич, Москва
- Кирюшин, Валерий Иванович, Москва
- Крупкин, Петр Иванович, Красноярск
- Крым, Инна Яковлевна, С.-Петербург
- Матинян, Наталья Никитична, С.-Петербург
- Махонина, Галина Ивановна, Екатеринбург
- Морозова, Розалия Михайловна, Петрозаводск
- Ознобихин, Владимир Иванович, Владивосток
- Онищук, Валентин Степанович, Благовещенск
- Погодина, Галина Семеновна, Москва
- Русанова, Галина Владимировна, Сыктывкар
- Савостьянов, Вадим Константинович, Абакан
- Симакова, Мария Сергеевна, Москва
- Таргульян, Виктор Оганесович, Москва
- Ташнинова, Людмила Николаевна, Элиста
- Титлянова, Аргента Антониновна, Новосибирск
- Турсина, Татьяна Владимировна
- Хазиев, Фангат Хаматович, Уфа
- Чижикова, Наталья Петровна, Москва
- Шугалей, Людмила Степановна, Красноярск

## Награды общества
- Почётная медаль Общества почвоведов имени В. В. Докучаева.